# 芸南農業協同組合
芸南農業協同組合（げいなんのうぎょうきょうどうくみあい、通称JA芸南）は、広島県東広島市安芸津町に本店を置いていた農業協同組合である。

## 概要
- 代表理事組合長：山田 政数
- 本店所在地：広島県東広島市安芸津町三津4258番地1
- 組合員数：正合員 2,426人・准組合員 3,222人
- 店舗数：本支店 3 ・その他農業関連施設 7

## 事業区域
- 広島県東広島市安芸津町及び、呉市安浦町・川尻町

## 沿革
- 1995年4月に川尻町・安浦・広島安芸津の3農協合併により誕生。
- 2023年4月1日 合併してJAひろしまを発足させ、廃止。

## 拠点
- 本所
  - 広島県東広島市安芸津町三津4258-1
- 安浦支所
  - 広島県呉市安浦町内海北2丁目1-17
- 川尻支所
  - 広島県呉市川尻町西2丁目4-18
- 農産物直売所『ふれあい市』
  - 広島県東広島市安芸津町風早647

## 主な特産品
- じゃがいも
- びわ
- かんきつ類